# Lever
För andra betydelser, se Lever (olika betydelser).

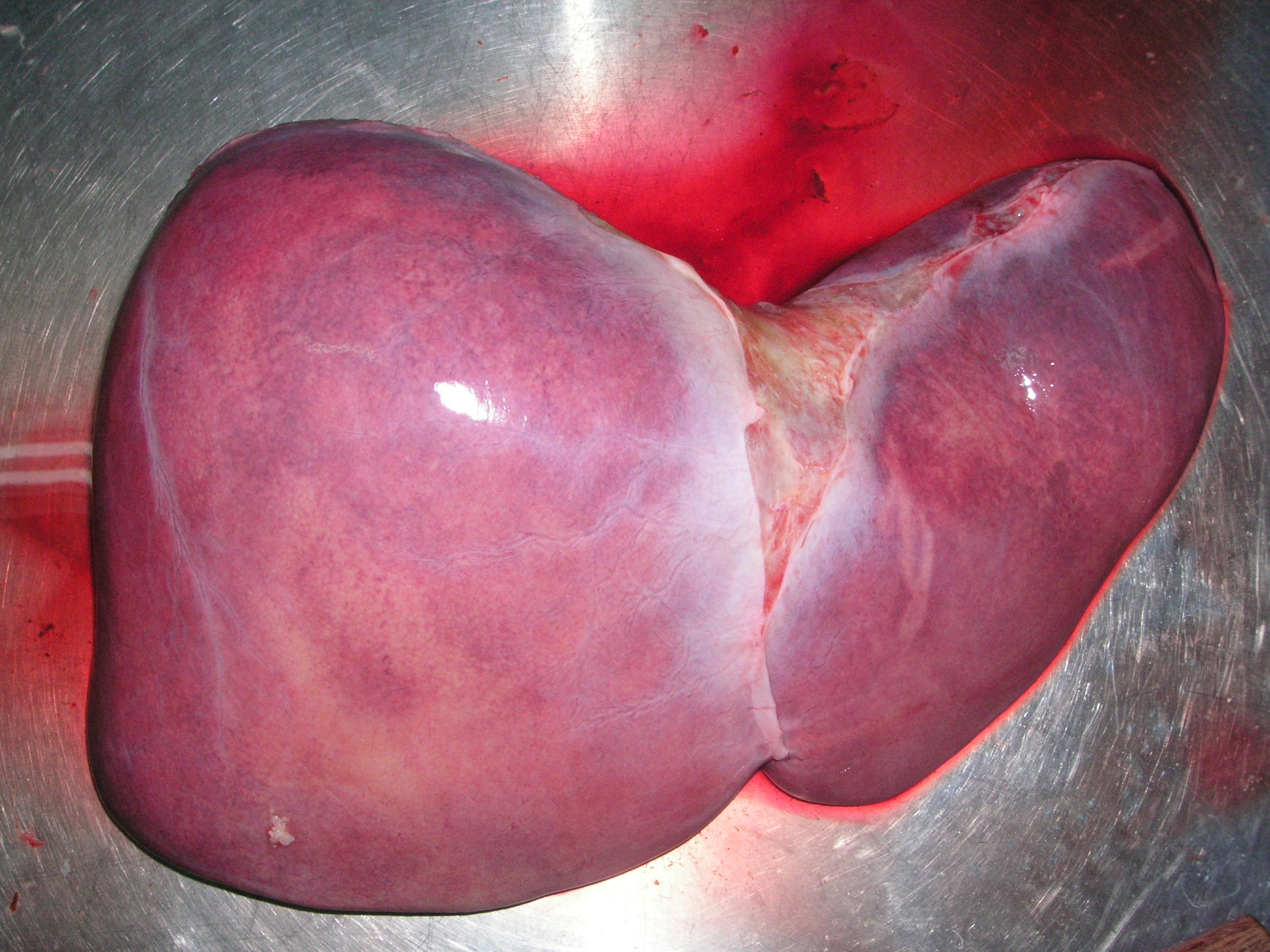
Lever från människa.

Levern (grekiska ἧπαρ, hepar, latin iecur) är ett inre organ hos ryggradsdjur. Blodet pumpas genom levern och utsätts där för enzymer (bland annat cytokrom P450) som kan bryta ner många olika sorters molekyler. Restprodukterna lämnar sedan kroppen med avföringen eller återupptas av blodet och rensas en andra gång av njurarna.

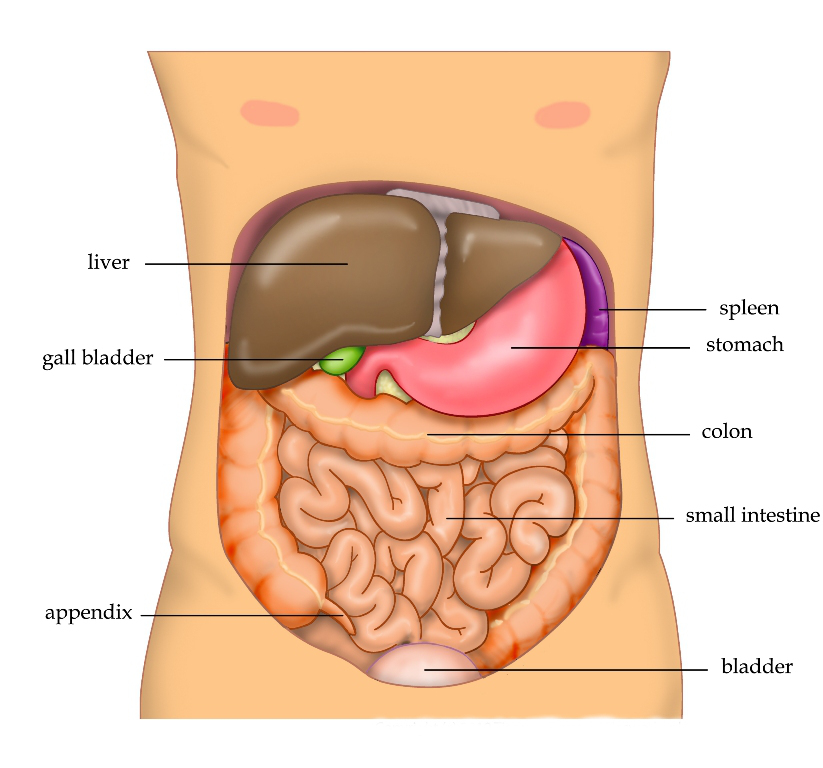
Levern finns i den övre högra delen av bukhålan.

## Funktioner
Leverns funktioner är många och komplexa. En kort sammanställning:
- Produktion av gallsyror
- Produktion av glukos i glukoneogenesen
- Lagring av glykogen som frisätts som glukos.
- Produktion och frisättning av fria fettsyror
- Produktion av ketoner vid fasta, svält, lågkolhydratskost
- Produktion av plasmaproteiner som albumin
- Produktion av koagulationsfaktorer
- Nedbrytning av proteiner
- Bildandet av urea i ureacykeln
- Lagring av vitaminer som vitamin A, B12, D, K och E
- Lagring av järn- och kopparjoner.
- Metabolism av kroppsegna och främmande ämnen som hormoner och läkemedel
- Produktion och utsöndring av hormoner som IGF-1, samt omsättning av tyroxin till trijodtyronin.

### Funktion i människokroppen
Levern är människokroppens största körtel och det näst största organet efter huden. Den väger mellan 1 200 och 1 500 gram.
Levern bryter ner sockerarten fruktos till glukos och andra monosackarider; de senare efter omvandling till glukos. Glukosen lagras i levern som en lätt rörlig energireserv, i form av glykogen. Glykogen lagras även i muskler. Levern har specifika enzymer som kan bilda glykogen från glukos. Den kan också lagra glukos för att tillgodose energibehovet i omkring 12 timmar.
Förutom glykogen lagras även proteiner, vissa fetter, mineral och vitaminer (till exempel vitamin A och B12 som kan lagras för flera års behov). Dessa ämnen kan antingen förbrännas i levercellen eller avges i blodet i obunden form (till exempel glukos), eller bundet till en bärare (till exempel triglycerider bundna till lipoproteinkomplex (kolesterteroler). Levern omvandlar vitaminer och hormoner (till exempel tyroxin) till mera aktiva former.
Levern producerar galla som lagras i gallblåsan för vidare transport ut i tolvfingertarmen. Gallan höjer pH-värdet och hjälper till vid matspjälkningen av främst fetter. Vissa andra nedbrytningsprodukter som bildas i levern utsöndras via gallan (ut med avföringen). Till exempel hemoglobinet från nedbrytningen av uttjänta erytrocyter i mjälten och som transporterats från denna via portvenen, vena portae. Den slutprodukt som fås av denna nedbrytningsprocess kallas bilirubin som ger både avföringen och urinen dess färg. Bilirubin utsöndras från levern med gallan.
Levern tar också hand om de flesta gifter som kan förekomma i blodet, till exempel etanol och läkemedel, samt hormoner och kalcium som normalt ska renas där. Där metaboliseras många av gifterna till andra ämnen. Metaboliterna och gifterna kan antingen följa gallan ut ur kroppen genom avföringen, eller – vilket oftast sker – återupptas av blodet och sedan hamna i njurarna som rensar bort gifter och metaboliter vilka då utsöndras ur kroppen med urinen. De gifter som inte levern lyckas bryta ner till overksamma ämnen kommer att finnas kvar i kroppen tills njurarna kan ta hand om dem, varigenom giftets effekt förlängs.
Levern syntetiserar även protein som albumin och andra plasmaproteiner, glukos, kolesterol och fettsyror. Plasmaproteiner är viktiga för blodets förmåga att koagulera. Vid brist på aminosyror kan inte levern skapa plasmaproteiner, vilket kommer att leda till att vatten diffunderar ut i vävnaden omkring blodkärlen. Detta leder till att det kommer att bildas ödem. Denna sjukdom kallas kwashiorkor. Den ses nästan uteslutande hos barn i fattiga delar av Afrika. Barn behöver mycket proteiner och eftersom det kan råda brist på mat får de då inte i sig de essentiella aminosyror som kroppen behöver.

## Anatomi och fysiologi
En vuxen människas lever väger omkring 1,5 kg. Levern är placerad på höger sida högst upp i buken precis under revbenen och över magsäcken som ligger till vänster. Levern brukar delas in i fyra lober; den högra (lobus dexter) och den vänstra (lobus sinister) syns på framsidan medan lobus caudatus och lobus quadratus är synliga på baksidan (tillsammans med höger och vänster lober). Loberna separeras av det skärformade ligamentet (lig. falciforme hepatis). På baksidan finner man även hilus där kärlen entrar/lämnar levern; bland annat finner man arteria hepatica (syrerikt och näringsfattigt blod), vena portae (syrefattigt och näringsrikt blod) och vv. hepaticae (syrefattigt blod som tömmer sig i vena cava inferior). På baksidan finns även gallblåsan (vesica felleae) som är förvaringsplats åt gallan (notera att levern producerar den galla som kommer hit). Gallan tömmer sig via ductus cysticus till ductus choledochus som i sin tur mynnar i duodenums (tolvfingertarmen) papilla vateri tillsammans med ductus pancreaticus (från bukspottkörteln). Gallans utsöndring påverkas av olika faktorer som till exempel CCK (cholecystokinin) vilket utsöndras av enterocyterna (tarmceller) när framförallt fettrik mat kommer till duodenum. CCK inhiberar även ventrikeln (magsäcken) från att fortsätta tömma. Gallans uppgift är att finfördela fettet till mindre droppar så att pankreassaftens lipas (fettnedbrytande enzym) lättare kan komma åt. Gallan innehåller gallsalter, kolesterol och gallpigmentet bilirubin som ger gallan dess gröna färg. Bilirubin bildas från nerbrutna röda blodkroppar (erytrocyter) och ger också avföringen dess brunaktiga färg.
Levern förses med blod från portvenen som kommer direkt från tarmarna med näringsrikt blod, vilket står för 75 procent av inflödet. Portvenen förgrenar sig i levern till mindre kärl som kallas för venoler; dessa dräneras i hålrum vid namn sinusoider.
Det övriga blodflödet kommer från leverartären som försörjer lever och gallblåsan med syresatt blod. Leverartären förgrenar sig i levern till arterioler som även de dräneras i sinusoiderna. Blodet inne i sinusoiderna är dels i kontakt med så kallade kupfferceller men framförallt med levercellerna, hepatocyterna. Hepatocyterna renar blodet från skadliga ämnen (se xenobiotika). Kupfferceller är en form av makrofager, det vill säga immunceller, som avlägsnar bakterier och viruspartiklar från cirkulationen.
Alla sinuisoider dräneras sedan i vener som går ihop till den stora levervenen som lämnar organet.